# 鄭俊彦
鄭 俊彦（てい しゅんげん）は中華民国の軍人。北京政府安徽派に属したが、後に直隷派に転じた。字は傑卿。

## 事跡
保定陸軍学堂を卒業。最初は、安徽派の盧永祥に属したが、後に直隷派の孫伝芳に帰した。1924年（民国13年）10月、陸軍第10師師長に任命され、翌民国14年（1925年）11月、五省聯軍第14師師長となった。1926年（民国15年）10月、五省聯軍贛軍総司令に昇進した。
1927年（民国16年）、安国軍第1方面軍団副総司令に任命され、第2軍軍長兼第10師師長となった。しかし、1928年（民国17年）6月、中国国民党の北伐軍に敗北して下野した。この後、山西省の閻錫山に投降し、第3集団軍第5軍団軍団長に任命される。1929年（民国18年）の軍縮の後、第3旅第47師師長に異動したが、まもなく辞任した。
これ以降、鄭俊彦の行方は不詳である。